# おもしろ同人誌バザール
おもしろ同人誌バザール（おもしろどうじんしバザール）は、おもしろ同人誌バザール運営事務局が主催するインディーズ本即売会（情報系同人誌中心）。略称：おもバザ。おもバザ書店としてのハンズ開催の略称はおもバザハンズ。

## 概要
ライターである主催者の自らの制作した同人誌を売る場を作りだしたい、また様々な面白い情報系同人誌に対するこれを世に伝えたいという情熱からイベント開催が始まった。
インディーズ本（情報系同人誌）とは、読者に伝えたい情報をテーマにまとめられた同人誌（本）である。音楽業界にインディーズがあるように同人誌をいわば“出版業界のインディーズ本”としてとらえ商業誌でいうところの「ムック」的なものを、インディーズ本（情報系同人誌）と定義している。扱うジャンル（飲食（食べ物・飲み物、旅行・散歩、世界の国と地域、文化・社会・歴史・学問・文学・哲学・統計・地質、経済・法務・税務、スポーツ、家電・文具・雑貨・被服・ハンドメイド、ライフスタイル、建築、乗り物、カメラ・PC・メカニック、テクノロジー・サイエンス、ミリタリー、医学・薬学・ヘルスケア、漫画・アニメーション・ゲーム、映画・特撮、生物・動物・植物、さらには各種の趣味や仕事などなど）、表現形態（小説、文章、文字、ポエム、レビュー、エッセイ、コラム、ルポルタージュ、擬人化、図、絵、漫画、写真、布への印刷、グッズなど）は問わない。イベントの趣旨に沿っていれば著者による一般書籍販売を可としており、出版社の出展も歓迎している。
イベント開催時には、Twitterでの情報発信と拡散が行われており、呼びかけにより出展者を中心とした者たちによる何度か行われる決まった日時（イベントの事前と開催当日）でのハッシュタグ付き同時ツイートによるツイッタートレンドの上位順位を狙う事による更なる情報拡散を行っている。
また、イベント内での本の著者との生の声での交流の楽しさが出展者・来場者の人気に繋がっている。著作者同士での交流が新しい本のアイディアを生み次の本が作られるなどの動きもある。
同人誌即売会に来場したことのない同人誌に馴染みのない人々にも気軽にイベントに来て本を見てもらう機会を増やすため既存の同人誌即売会に使用されていなかった会場選びを行っている。元々の会場そばでの集客のある他イベント開催を狙った日程に開かれ、その為開催ごとに会場が変わる。
本開催おもしろ同人誌バザール11より神保町での開催時、キンコーズ神保町店とのコラボ企画「おもバザ記念誌」の作成が開始された。（おもバザ記念誌：サークル有志による統一サイズ（B５）ペーパーを集めキンコーズ神保町に持ち込み、表紙をつけてリング製本機にて自己製本（有料）できる）
大崎開催は、大崎コミックシェルターのイベントに併設する形での定期開催が行われている。
2020年より出展者の同人誌を委託販売する形でのおもバザ書店イベントを東急ハンズ・新宿本店を皮切りに全国の東急ハンズ（2022年10月よりハンズに改称）にて開催。
公式テーマソングがある。公式グッズとしてトートバッグの作成・販売が行われた。

## 開催データ

### 本開催
| 回 | 開 催 日                                                          | イベント名                       | 会 場                                                                                              | 出展者数 | 来場者数         | 補 足 |
| -- | ----------------------------------------------------------------- | -------------------------------- | -------------------------------------------------------------------------------------------------- | --- | ---------------- | --- |
| １ | 2016年 6月26日(日)                                                | おもしろ同人誌バザール           | 池袋・パルコ内ニコニコ本社                                                                         | 39 | 約400人          | 企画：出展者有志による「地方アンテナショップ グルメレポート ペーパーラリー 」を実施 |
| ２ | 2016年 10月30日(日)                                               | 第2回おもしろ同人誌バザール      | 有楽町・東京交通会館                                                                               | 56 | 約500人          | 企画：出展者有志による「地方アンテナショップ グルメレポート ペーパーラリー 」を実施 |
| ３ | 2017年 4月2日(日)                                                 | 第3回おもしろ同人誌バザール      | JR大崎駅・南側改札前自由通路「夢さん橋」                                                           | 37 | 計測不能         | - |
| ４ | 2017年 10月28日(土)                                               | おもしろ同人誌バザール4          | ベルサール神保町                                                                                   | 73 | 約700人          | - |
| 5  | 2018年 4月1日(日)                                                 | おもしろ同人誌バザール5          | JR大崎駅・南側改札前自由通路「夢さん橋」                                                           | 56 | 計測不能         | - |
| 6  | 2018年 11月4日(日)                                                | おもしろ同人誌バザール6          | ベルサール神保町アネックス イベントホール                                                          | 132 | 約1400人         | 企画：出展者有志による「神田コピー誌まつり 」を実施 |
| 7  | 2019年 4月6日(土)                                                 | おもしろ同人誌バザール7          | ベルサール六本木 B1ホール                                                                          | 191 | 約1300人         | - |
| 8  | 2019年 11月3日(日)                                                | おもしろ同人誌バザール8          | ベルサール神保町/ ベルサール神保町アネックス イベントホール 大阪写真会館 2F イベントホール（大阪） | ベルサール神保町：133 ベルサール神保町アネックス：98 大阪：17 委託：50                                              | 約1600人         | 大阪会場では東京参加出展者からの委託本コーナーあり 企画：１）20の出展者有志による「旅のペーパーラリー」を実施 ２）出展者有志による「カレー屋さんを特集したフリーペーパーラリー」を実施                     |
| 9  | 2020年 11月 1日 （日）                                            | おもしろ同人誌バザール9          | ベルサール神保町/ ベルサール神保町アネックス イベントホール                                        | ベルサール神保町：143 ベルサール神保町アネックス：85 出展企業：COMIC ZIN・ご当地レトルトカレーの専門店 カレーランド | 約1000人         | 企画：出展者有志による「カレー屋さんを特集したオンラインフリーペーパーラリー」を実施 一般入場料：1000円（パンフレット付き）                                                                                |
| 10 | 2021年 3月28日(日)                                                | おもしろ同人誌バザール10         | JR大崎駅・南側改札前自由通路「夢さん橋」                                                           | 145 | 計測不能         | 初の公式グッズ・トートバッグ発売 （開催開始時時に大雨・強風、開催時間中の突風など荒天にみまわれた） |
| 11 | 2021年 11月3日（水・祝日）                                        | おもしろ同人誌バザール11         | ベルサール神保町/ ベルサール神保町アネックス イベントホール                                        | 出展者数234・スペース数247 出展企業：COMIC ZIN・ご当地レトルトカレーの専門店 カレーランド                           | 1341人(公式発表) | 企画：１）出展者有志による「コピ本まつり 」 ２）キンコーズ 神保町店コラボ「おもバザ記念誌（出展者のフリーペーパーを集めて製本し自分だけのオリジナル本を作ろう！）」 一般入場料：1000円（パンフレット付き） |
| 12 | 2022年 3月27日（日） 11:00〜18:00 2022年 6月26日(日) 11:00〜18:00 | おもしろ同人誌バザール 12 in仙台 | OPA(仙台フォーラス) 7階イベントスペース                                                            | 68 | 約500人          | 略称 おもバザ仙台 地震（2022年3月16日・夜）の影響を受け開催延期 |
| 13 | 2022年11月6日（日） 11:00～16:00                                  | おもしろ同人誌バザール13         | ベルサール神保町/ ベルサール神保町アネックス イベントホール                                        | 286 出展企業：COMIC ZIN・ご当地レトルトカレーの専門店 カレーランド                                                  | 約1200人         | 企画：キンコーズ 神保町店コラボ「おもバザ記念誌（出展者のフリーペーパーを集めて製本し自分だけのオリジナル本を作ろう！）」                                                                                  |
| 14 | 2023年 6月25日（日）                                              | おもしろ同人誌バザール14         | OPA(仙台フォーラス) 7階イベントスペース                                                            | - | -                | - |
| 15 | 2023年 11月3日（金・祝日）                                        | おもしろ同人誌バザール15         | ベルサール神保町/ ベルサール神保町アネックス イベントホール                                        | - | 約1100人         | - |
| 16 | 2024年 4月27日（土）                                              | おもしろ同人誌バザール in 秋葉原 | ベルサール秋葉原 2Fホール                                                                          | 約200以上 | -                | 企画：キンコーズ ワークショップ 1）おたのしみ抽選くじ 2）缶バッチ作成体験 3）おもバザコラボデザインのブックカバー付きノベルティノート 一般入場無料                                                         |
| 17 | 2024年 11月3日（日） 11:00～16:00                                 | おもしろ同人誌バザール2024秋     | ベルサール神保町/ ベルサール神保町アネックス イベントホール                                        | - | -                | 企画：1）キンコーズ 神保町店コラボ「おもバザ記念誌（出展者のフリーペーパーを集めて製本し自分だけのオリジナル本を作ろう！）」 2）缶バッチ作成体験 一般入場料：1000円（パンフレット付き）                    |
| 18 | 2025年 4月27日（日） 11:00～16:00                                 | おもしろ同人誌バザール2025春     | ベルサール九段 3F                                                                                  | - | -                | - |

### 大崎開催（「大崎コミックシェルター」内併設イベント）
| 回 | 開 催 日                      | イベント名                       | 会 場                                    | 補 足                              |
| -- | ----------------------------- | -------------------------------- | ---------------------------------------- | ---------------------------------- |
| 1  | 2016年12月29日(木)            | おもしろ同人誌バザール           | JR大崎駅・南側改札前自由通路「夢さん橋」 | -                                  |
| 2  | 2017年8月11日(金)             | おもしろ同人誌バザール Petit2    | JR大崎駅・南側改札前自由通路「夢さん橋」 | -                                  |
| 3  | 2017年10月7日(土)             | おもしろ同人誌バザール Petit3    | JR大崎駅・南側改札前自由通路「夢さん橋」 | -                                  |
| 4  | 2018年 8月10日(金)～12日(日)  | おもしろ同人誌バザール Petit4    | JR大崎駅・南側改札前自由通路「夢さん橋」 | -                                  |
| 5  | 2018年 12月29日(土)～30日(日) | おもしろ同人誌バザール Petit5    | JR大崎駅・南側改札前自由通路「夢さん橋」 | -                                  |
| 6  | 2019年 8月9日(金)～12日(月)   | おもしろ同人誌バザール 大崎      | JR大崎駅・南側改札前自由通路「夢さん橋」 | 「Petit」から「大崎」へ名称変更    |
| 7  | 2019年 12月28日(土)～31日(火) | おもしろ同人誌バザール 大崎      | JR大崎駅・南側改札前自由通路「夢さん橋」 | -                                  |
| 8  | 2020年5月2日(土)～5日(火)     | おもしろ同人誌バザール 大崎      | JR大崎駅・南側改札前自由通路「夢さん橋」 | 新型コロナ感染症対策により開催中止 |
| 9  | 2020年5月2日(土)              | おもしろ同人誌バザールオンライン | -                                        | インターネット配信による通販       |
| 10 | 2021年12月30日(木)・31日(金)  | おもしろ同人誌バザール大崎2021冬 | JR大崎駅・南側改札前自由通路「夢さん橋」 | -                                  |
| 11 | 2022年8月14日(日)             | おもしろ同人誌バザール 大崎      | JR大崎駅・南側改札前自由通路「夢さん橋」 | -                                  |
| 12 | 2022年12月30日(金)            | おもしろ同人誌バザール 大崎      | JR大崎駅・南側改札前自由通路「夢さん橋」 | -                                  |
| 13 | 2023年8月11日(日)             | おもしろ同人誌バザール 大崎      | JR大崎駅・南側改札前自由通路「夢さん橋」 | -                                  |
| 14 | 2023年12月30日(土)            | おもしろ同人誌バザール 大崎      | JR大崎駅・南側改札前自由通路「夢さん橋」 | -                                  |
| 15 | 2024年8月1日(日)              | おもしろ同人誌バザール 大崎・夏  | JR大崎駅・南側改札前自由通路「夢さん橋」 | -                                  |
| 16 | 2024年12月29日(金)            | おもしろ同人誌バザール 大崎・冬  | JR大崎駅・南側改札前自由通路「夢さん橋」 | -                                  |

### おもバザ書店・開催（委託販売形式）
| 回 | 開催日                                                                 | イベント名                                                          | 会場                                                               | 取り扱い冊子数       | 補足                                                                                   |
| -- | ---------------------------------------------------------------------- | ------------------------------------------------------------------- | ------------------------------------------------------------------ | -------------------- | -------------------------------------------------------------------------------------- |
| 1  | 2021年 3月22日(月)〜 3月29日(月) 10:00〜21:00(最終日のみ10:00〜19:00)  | 出張！おもしろ同人誌バザール in 東急ハンズ新宿店                    | 東急ハンズ新宿店/2F催イベントスペース                              | 約450点・12000冊     | 略称 おもバザハンズ                                                                    |
| 2  | 2021年 8月20日(金)〜 9月12日(日) 10:00〜21:00                          | おもしろ同人誌バザール in 東急ハンズ池袋店 ～最初で最後の同人誌祭～ | 東急ハンズ池袋店/7F催事スペース                                    | 449点                | 略称 おもバザハンズ池袋 9月6日(月)〜9月12日(日) 1FイベントスペースにPOP upコーナー設置 |
| 3  | 2022年 2月1日(火)〜2月14日(月) 10:00〜21:00(最終日のみ10:00〜19:00)    | 出張！おもしろ同人誌バザール in 東急ハンズ新宿店                    | 東急ハンズ新宿店/2Fイベントスペース                                | 約400点              | 略称 おもバザハンズ                                                                    |
| 4  | 2022年 4月29日(金)〜5月5日(木) 10:00〜19:00(最終日のみ10:00〜〜17:00） | 出張！おもしろ同人誌バザール in 東急ハンズ松山店                    | 東急ハンズ松山店（愛媛県・いよてつ髙島屋本館7階）/キャッスルルーム | 161出展・約500点以上 | 略称 おもバザハンズ松山 4月29日（金）のみ 同会場にて現地即売会を開催                   |
| 5  | 2022年 8月1日(月)〜8月14日(日) 10:00〜19:30(最終日のみ10:00〜18:00)    | 出張！おもしろ同人誌バザール in 東急ハンズ広島店                    | 東急ハンズ広島店/1Fエントランス脇                                  | 319点                | 略称 おもバザハンズ広島                                                                |
| 6  | 2022年 8月1日(月)〜8月14日(日) 10:00 ～ 20:00                          | 出張！おもしろ同人誌バザール in 東急ハンズ静岡店                    | 東急ハンズ静岡店（静岡県・新静岡セノバ3階）                        | 339点                | 略称 おもバザハンズ静岡                                                                |
| 7  | 2022年 9月10日(土)〜9月25日(日)                                        | 出張！おもしろ同人誌バザール in 東急ハンズ渋谷店                    | 東急ハンズ渋谷店/B2C、1B、2A（3フロア）                            | 245点                | 略称 おもバザハンズ渋谷 9月23日(金) 〜 25日(日)は1B、2A（2フロア）開催                 |
| 8  | 2022年 10月1日(土)～11月13日(日)                                       | 出張！おもしろ同人誌バザール in ハンズ町田店                        | ハンズ町田店                                                       | 513点                | 略称 おもバザハンズ町田 （10月1日より東急ハンズはハンズへ社名変更）                    |
| 9  | 2023年 2月17日(金)～3月3日(金)                                         | 出張！おもしろ同人誌バザール in ハンズ新宿店                        | ハンズ新宿店/2Fイベントスペース                                    | -                    | -                                                                                      |
| 10 | 2025年4月11日（金）～5月11日（水）                                     | 出張！おもしろ同人誌バザール in ハンズ横浜店                        | ハンズ横浜店 7F特設会場（エスカレータ前）                          | -                    | 略称 おもバザハンズ横浜(2025)                                                          |

### おもバザ　スピンオフ
「防衛＆ミリタリーブックバザール」
　開催日：2021年9月26日(日)　11:00～16:00
　会　場：東京都・AP市ヶ谷
　内容：商業誌から同人誌＆自費出版物まで、防衛・軍事（ミリタリー）に関する本や、自衛隊を応援するグッズなどが大集結！！

## 公式グッズ
- CD「おもちゃ箱クルーズ（おもちゃばこクルーズ）」

　歌 - LUNCH-Ki-RATT（ランチキラット）
　※イベント公式テーマソング、会場（初回販売：おもしろ同人誌バザール7 ）でのCD販売が行われた。
- トートバッグ

　　デザイン - 「てふや食堂」
　　イベント公式バッグ、会場（初回販売：おもしろ同人誌バザール10）にて販売。
- 本「このおもバザがすごい！おもしろ同人誌バザール5年の軌跡」B5サイズ22Pフルカラー

　　イベント5年間の歩みを記した同人誌、会場（初回販売：おもしろ同人誌バザール大崎2021冬・コミックマーケット99）にて販売。